# Bliastes parvulus
Bliastes parvulus är en insektsart som först beskrevs av Giglio-tos 1898.  Bliastes parvulus ingår i släktet Bliastes och familjen vårtbitare. Inga underarter finns listade i Catalogue of Life.